# Malichang (köpinghuvudort i Kina, Hunan Sheng, lat 28,44, long 109,49)
Malichang (kinesiska: 麻栗场, 麻栗场镇) är en köpinghuvudort i Kina. Den ligger i provinsen Hunan, i den södra delen av landet, omkring 340 kilometer väster om provinshuvudstaden Changsha. Antalet invånare är 13 640. Befolkningen består av 6 686 kvinnor och 6 954 män. Barn under 15 år utgör 23,0 %, vuxna 15-64 år 66 %, och äldre över 65 år 10,0 %.
Runt Malichang är det tätbefolkat, med 319 invånare per kvadratkilometer. Närmaste större samhälle är Huayuan, 17,0 km norr om Malichang. I omgivningarna runt Malichang växer huvudsakligen savannskog.
Genomsnittlig årsnederbörd är 1 848 millimeter. Den regnigaste månaden är maj, med i genomsnitt 327 mm nederbörd, och den torraste är januari, med 41 mm nederbörd.